# Kad smo...ono, znaš
Kad smo...ono, znaš peti je studijski album hrvatske pop pjevačice Renate Končić Minee, kojeg je 2001. godine objavila izdavačka kuća Croatia records. Producenti su Tonči Huljić i Branko Paić, a kao suradnici pojavljuju se Vjekoslava Huljić, Đorđe Novković, Neno Ninčević, Mustafa Softić i drugi. S albuma su izdana 3 singla: "Pod tvojim prstima", "Da me 'oće Stipe" i "Hej, ljubavi". 

## Pozadina
Pjesme za album su se dugo pripremale, kao i pravcu u kojem će ići nove pjesme. Mineina želja bila da album bude po uzoru na "laganice" Jennifer Lopez, no na kraju je Tonči Huljić, producent albuma, odlučio da ne treba mijenjati dosadašnji stil. Na albumu Minea prvi put surađuje sa s Đorđem Novkovićem i Mustafom Softićem, za koje kaže da su donijeli potpuno novi pristup u radu.

## Komercijalni uspjeh
Album je bio manje upješan od prethodnog albuma Mimo zakona, ali je ušao u prva tri mjesta na nacionalnim top-ljestvicama Hrvatske i Srbije, dok je na Nacionalnoj top ljestvici Slovenije debitirao na prvom mjestu, gdje je ostao dva uzastopna tjedna.

## Singlovi
- "Pod tvojim prstima" prvi je singl s albuma, izdan lipnja 2001. godine. Autori su pjesme Tonči i Vjekoslava Huljić, a singl je izdan da bi se popunila praznina do novog albuma. Premijerno je izveden na festivalu "Melodije hrvatskog Jadrana" i nagrađan je priznanjem "Srebrni galeb II nagrada publike".

- "Da me 'oće Stipe" drugi je singl s albuma, izdan listopada 2001. godine. Pjesma je bila uspješna i izvan granica Hrvatske iako je bila i kritizirana. Poslije je Tonči Huljić optužen da je plagirao pjesmu,[3] što je porekao. Predmet se još nalazi na sudu.

- "Hej, ljubavi" posljednji je singl s albuma, izdan početkom 2001. godine. Pjesma je dobila pohvale kritičara, a naknadno je uvrštena na kompilaciju Sve najbolje iz 2003. godine.

## Popis pjesama
| Br. | Skladba                          | Trajanje |
| --- | -------------------------------- | -------- |
| 1.  | »Hej, ljubavi«                   | 4:03     |
| 2.  | »Budi moja ljubav nova«          | 3:10     |
| 3.  | »Valja vino«                     | 4.10     |
| 4.  | »Ja ću polako«                   | 4:03     |
| 5.  | »Ne, nije za mene«               | 3:42     |
| 6.  | »Da me 'oće Stipe«               | 4:00     |
| 7.  | »Nisu, nisu«                     | 3:26     |
| 8.  | »Dođi do mene«                   | 3:24     |
| 9.  | »Daj me iznenadi«                | 4:13     |
| 10. | »Pod tvojim prstima (Češkaj me)« | 3:44     |

## Top liste
| Top ljestvice (2001.)              | Pozicija |
| ---------------------------------- | -------- |
| Hrvatska nacionalna top ljestvica  | 3        |
| Slovenska nacionalna top ljestvica | 1        |
| Gold - POP top lista prodaje       | 3        |